# Esther Regina
Esther Regina (Madrid, ...) è un'attrice spagnola.
Studi di arte drammatica à Bruxelles, licenza in lingua e letteratura francese. Le esperienze compiute in diversi paesi le han permesso di consolidare la sua carriera così da poter interpretare diversi ruoli in spagnolo, francese, tedesco, inglese e italiano (vedi la sua interpretazione in "Quella donna", monologo teatrale in italiano, di A. Alvarez).
Sin dalla prima gioventù, si forma nell'ambito dell'espressione corporea, del teatro, del canto e della danza. Dopo una formazione all'Università Complutense di Madrid, completa i suoi studi in diverse Università francesi, quali quella della Sorbonne, di Grenoble e di Metz, cosicché all'Università tedesca di Saarland.
Esther Regina ha lavorato come traduttrice, dapprima presso il Parlamento europeo a Lussemburgo e successivamente a Bruxelles, sempre per l'Unione europea. Segue allora contemporaneamente gli studi di arte drammatica e sviluppa la sua carriera di attrice presso il Teatro Español de Bruselas, del quale Esther Regina è una delle fondatrici. Dopo il ritorno in terra spagnola, ha lavorato per teatro, cinema e televisione, sotto la direzione, fra altri, di Lucas Fernández e Sigfrid Monleón. Nel film Ispansi, di Carlos Iglesias, Esther Regina interpreta il ruolo di protagonista.
Esther Regina ha evidenziato la presenza in numerose serie televisive, come "Moon, il mistero di Calenda", con Belén Rueda.